# 문다어파

문다어파의 분포

문다어파(Munda)는 인도 동부와 방글라데시 일부 지역에서 약 900만 명의 사람들이 사용하는 언어군이다. 이들은 보통 인도아리아어군에 속하는 주변 언어들과는 달리 오스트로아시아어족의 한 분파로서, 크메르어, 베트남어 등과 먼 친연관계를 가진다.
정설에 따르면 문다어파의 조상언어는 인도차이나에서 오스트로아시아어족의 조어로부터 분리된 이후 서부로 확산하여 3,500~4,000년 전에 오디샤 지역까지 도달했다.
화자 규모가 큰 언어로는 산탈어(7,400,000명), 문다리어(1,600,000명), 호어(1,400,000명), 코르쿠어(727,000명) 등이 있다.

## 하위 분류
여러 가설이 있으나 크게 2가지로 나누는 Diffloth (1974)의 분류가 널리 쓰이고 있다:
- 북문다어군
  - 코르쿠어
  - Kherwarian
    - Kherwari 분파: 비르지아어, 코라쿠어
    - Mundari 분파: 문다리어, 부미지어, 아수르어, 코다어, 호어, 비르호르어, 콜어, 투리어
    - Santal 분파: 산탈어, 마할어
- 남문다어군
  - Kharia–Juang: 카리야어, 주앙어
  - Koraput Munda
    - Remo 분파: 그타어, 본다어, 구토브어
    - Savara 분파: 고룸어, 소라어, 주라이어, 로디어

## 같이 보기
- 오스트로아시아어족
- 인도아리아어군
- 니할리어